# Pseudobangia
Pseudobangia, es una género monotípico de la familia Bangiaceae, de acuerdo con el sistema de clasificación Hwan Su Yoon et al. (2006) . Son algas rojas multicelulares . Su única especie es Pseudobangia kaycoleia K.M. Müller & R.G. Sheath, 2005 .